# Carl Magnus Wrangel
Carl Magnus Wrangel född 23 augusti 1727 i på kaptensbostället Östra Benbäck i Möklinta socken, Västmanlands län, död 12 juni 1786 i Sala, var en svensk präst. Son till översten Otto Wilhelm Wrangel af Sage och Wachsel och hans hustru Sara Elisabeth Celsia.

## Biografi
Efter skolstudier i Västerås studerade han i Strassburg och Uppsala. Han uppmärksammades som talare och utnämndes – fastän han ännu inte var prästvigd – 1756 till tillfällig hovpredikant. Han blev filosofie magister i Greifswald och teologie doktor i Göttingen. Han prästvigdes 1758 och blev då ordinarie hovpredikant. Han utnämndes till svensk kyrkoherde vid Gloria Dei (Old Swedes') kyrkan vid Wicaco i Philadelphia och till prost över samtliga svenska lutherska församlingar längs Delawarefloden. I denna egenkap byggde han upp kyrkoorganisation där och var upphovet till en betydande väckelse bland svenskarna.
Efter återkomsten till Sverige inträdde han som hovpredikant och var överhovpredikant 1771-77 och blev kyrkoherde och kontraktsprost i Sala pastorat 1772. Sin största insats i Sverige gjorde han genom att efter engelskt mönster år 1771 ta initiativet till det alltjämt existerande Samfundet Pro Fide et Christianismo. Samfundet har gjort en stor insats på den kristna pedagogikens och missionens område och verksamt bidrag till spridandet av kristen litteratur.
Han sägs genom tredje person ha underrättat Gustav III om förslaget att arrestera denne, vilket ledde till att 1772 års revolution i hast verkställdes och han gav kungen kommunionen kl 6 på morgonen samma dag denne satte sina idéer i verket.
Wrangel ingick 1773 äktenskap med Anna Barbara von Krusenstierna (1747-1808) dotter till amiralen och amiralitetsrådet Mauritz Adolf von Krusenstierna och Anna Maria von Gertten.